# Rick Larsen

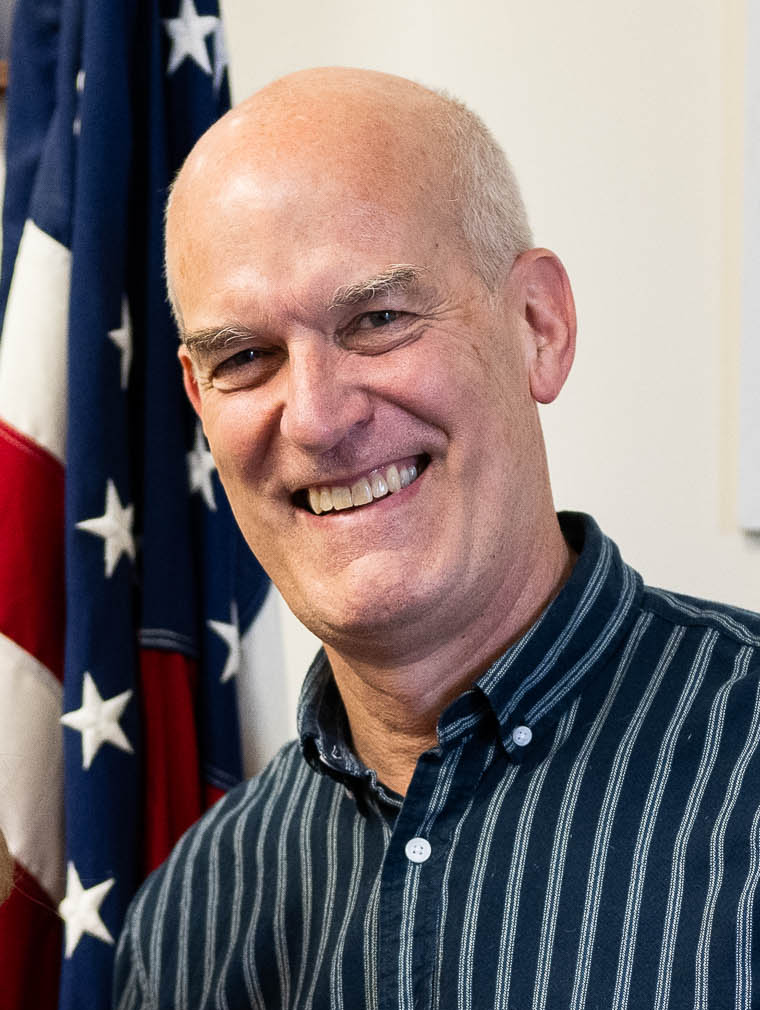
Rick Larsen

Richard Ray "Rick" Larsen, född 15 juni 1965 i Arlington, Washington, är en amerikansk demokratisk politiker. Han representerar delstaten Washingtons andra distrikt i USA:s representanthus sedan 2001.
Larsen avlade 1987 kandidatexamen vid Pacific Lutheran University. Han avlade sedan 1990 masterexamen vid University of Minnesota.
Kongressledamoten Jack Metcalf kandiderade inte till omval i kongressvalet 2000. Larsen besegrade John Koster i valet och efterträdde Metcalf i representanthuset i januari 2001.
Larsen är metodist. Han och hustrun Tiia har två söner: Robert och Per.